# Kronenkegel

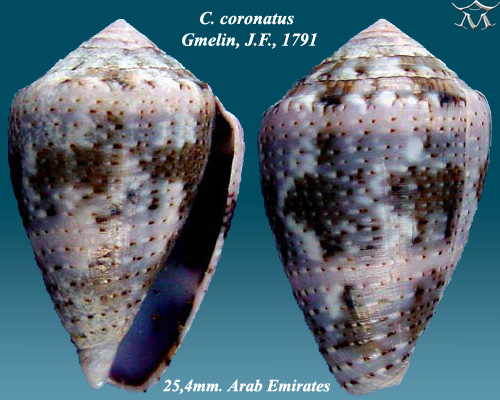
Gehäuse von Conus coronatus

Der Kronenkegel oder die Kleine gestreifte Bandtute (Conus coronatus) ist eine Schnecke aus der Familie der Kegelschnecken (Gattung Conus), die im Indopazifik verbreitet ist. Sie ernährt sich von Vielborstern.

## Merkmale
Conus coronatus trägt ein kleines bis mittelgroßes, mäßig leichtes bis festes Schneckenhaus, das bei ausgewachsenen Schnecken 2 bis 4,7 cm Länge erreicht. Der Körperumgang ist meist breit bis breitbauchig konisch oder eiförmig, der Umriss schwach bis ausgeprägt konvex, an der linken Seite bei der Basis gerade bis konkav. Die Gehäusemündung ist in wechselndem Maße an der Basis breiter als an der Schulter. Die schwach bis deutlich gewinkelte Schulter ist mit Tuberkeln besetzt. Das Gewinde ist niedrig bis mittelhoch, sein Umriss konkav bis konvex. Der Protoconch ist vielgewindig. Die Umgänge des Gewindes sind mit oft kräftigen Tuberkeln besetzt. Die Nahtrampen des Teleoconchs sind flach bis konkav mit 1 bis 7 spiraligen Rillen in den späteren Umgängen. An der letzten Nahtrampe können zusätzlich spiralige Streifen verlaufen. Der Körperumgang ist verschiedenartig skulpturiert: Neben großenteils glatten Gehäusen mit wohl getrennten schwachen spiraligen Rippen an der Basis gibt es Gehäuse mit deutlichen körnigen Rippen, die von der Basis bis ins Drittel am Apex reichen.
Die Grundfarbe des Gehäuses ist blassgrau oder blassbeige bis rosa oder blasspurpur, oft mit mehreren Schattierungen, die ineinander übergehen. Der Körperumgang hat blasse, gelegentlich hinfällige spiralige Banden unterhalb der Schulter und der Mitte. Wechselnd große braune, schwarze oder olivfarbene Markierungen verlaufen spiralig beiderseits der Bande unter der Mitte, entweder getrennt oder in 2 deutliche Farbbanden verschmelzend. Spiralige Reihen abwechselnder weißer und dunkler Punkte oder Striche in wechselnden Abständen verlaufen von der Basis bis zur Schulter, gelegentlich mit zusätzlichen diagonalen oder zickzackförmigen undurchsichtigen weißen Markierungen. Die Umgänge des Protoconchs sind grau oder hellviolett bis rot. Das Gewinde des Teleoconchs ist radial gefleckt mit wechselnd braunen bis schwarzen Flecken oder Bündeln feiner Linien. Die Gehäusemündung ist bläulich bis bräunlich-grau mit blassen Banden unterhalb der Schulter und der Mitte. Das dünne, wechselnd lichtdurchlässige und glatte Periostracum ist gelb bis gelblich-grau.
Die Farbmuster der Schnecken selbst wechseln stark nach Regionen.
Die mit einer Giftdrüse verbundenen Radulazähne sind klein und kräftig mit einem Widerhaken an der Spitze, dem eine lange Spreite gegenübersteht. Sie sind nur über eine kurze Strecke bis vor der mittleren Einschnürung des Schafts gesägt. An der Basis sitzt ein deutlicher Sporn.

## Verbreitung und Lebensraum
Conus coronatus tritt im gesamten Indopazifik auf. Er lebt in der Gezeitenzone und bis in Meerestiefen von etwa 10 m, wo er sowohl an geschützten als auch an exponierten Orten mit feinem oder grobem Sand zwischen Felsen oder Korallenriffen oft auch mit Vegetation anzutreffen ist.

## Entwicklungszyklus
Wie alle Kegelschnecken ist Conus coronatus getrenntgeschlechtlich, und das Männchen begattet das Weibchen mit seinem Penis. Das Weibchen legt seine Eikapseln einzeln oder in kurzen Reihen von 3 bis 10 Kapseln an der Unterseite von Korallen oder Kalkfelsen ab, wobei mehrere Weibchen gemeinsam ein großes Gelege hinterlassen können. Die mehr oder weniger rechteckigen Kapseln haben einen kurzen Stiel auf einer kleinen Basalplatte und sind etwa 4,5 mm bis 12,5 mm lang und 4 mm bis 11 mm breit. Ein Gelege enthält etwa 14 bis 83 Eikapseln, eine Eikapsel etwa 330 bis 3000 Eier und ein Gelege etwa 25.000 bis 52.000 Eier. Ein Ei ist etwa 150 bis 180 µm groß, woraus geschlossen wird, dass die Veliger-Larven mindestens 25 bis 28 Tage lang frei schwimmen, bevor sie niedersinken und zu kriechenden Schnecken metamorphosieren.

## Nahrung
Die Beute von Conus coronatus besteht aus Vielborstern (Polychaeta), überwiegend Errantia der Familien Eunicidae, Glyceridae und Nereididae, seltener Sedentaria der Familie Capitellidae, die er mit seinen Radulazähnen sticht und mithilfe seines Gifts aus der Giftdrüse immobilisiert.